# جيش سيكيهو
جيش سيكيهو 赤報隊 (نطقا: سيكيهوتاي) كان مجموعة من المتطرفين السياسيين اليابانيين في باكوماتسو، أو الحرب الأهلية اليابانية عام 1860، وهذا المصطلح يشير أيضا إلى المجموعة التي ظهرت في ثمانينات القرن العشرين، حيث قتل صحافي وجرح آخر بإطلاق نار في محافظة هيوغو. في فبراير 2009 ظهرت مجموعة أخرى سمت نفسها سيكيهوتاي، أرسلت رسائل تهديد إلى مقدم أخبار محطة NHK.

## المجموعة في الستينات من القرن التاسع عشر
كان الجيش مكونا من ثلاث وحدات، كان ساغارا سوزو قائد الوحدة الأولى، وسوزوكي ميكيسابورو (القائد السابق في الوحدة التاسع من فرقة شينسنغومي) كان قائد الوحدة الثانية من الجيش. الجيش تجول في أرجاء البلاد ناشرا أخبار التغير القادم في النظام، حيث قدمت حكومة ميجي وعودا بتخفيض الضرائب إلا أنها لم تستطع الوفاء بها، فألقت اللوم على الجيش واصفة له «بالجيش الكاذب». اعتقل ساغارا وأعضاء الوحدة الأولى وأعدموا بينما بقي سوزوكي ووحدته الثانية في خدمة إيشين شيشي (الوطنيون)، بينما أعدم أفراد الوحدة الثالثة بسبب قيامهم بالسلب والنهب.

## المجموعة في ثمانينات القرن العشرين
مؤخرا ظهرت جماعة أطلقت على نفسها سيكيهوتاي كانت متطرفة ولكن أقل تسلحا، كان اسمها الكامل هو «نيبون مينزوكو دوكوريتسو غيوغون بيتسدو سيكيهوتاي» وهو ما يمكن ترجمته إلى «قسم الثأر للدم من فيلق تحزب الشعب العامل لاستقلال العرق الياباني»، كانت الجماعة مسؤولة عن مقتل صحافي ورسائل تهديد لرئيس الوزراء السابق ياسوهيرو ناكاسوني والآخر نوبورو تاكيشيتا.

## في فن القصص
- ذكر جيش سيكيهو في سلسلة روروني كنشين، حيث كان ساغارا سانوسكي أحد شخصياتها فردا سابقا في الجيش.

## اقرأ أيضا
- إيشين شيشي
- باكوماتسو
- استعراش ميجي
- ساغارا سانوسكي

## وصلات خارجية
- حول الجريمة التي وقعت في الثمانينات